# I giovedì della signora Giulia
I giovedì della signora Giulia è un romanzo di Piero Chiara del 1970, che ha conosciuto innumerevoli ristampe, sempre da Mondadori. Ne è stato tempestivamente ricavato un omonimo sceneggiato televisivo andato in onda nell'aprile 1970 per la regia di Paolo Nuzzi e Massimo Scaglione, con Tom Ponzi, Claudio Gora, Hélène Rémy, Martine Brochard, Umberto Ceriani.

## Trama
La storia comincia con la scomparsa della signora Giulia, moglie dell'affermato avvocato Esengrini, vera istituzione del paese M. (Piero Chiara non dice mai il nome del paese localizzandolo però sul lago Maggiore) alla fine degli anni cinquanta. Le indagini vengono affidate al commissario Sciancalepre, siciliano trapiantato a M., amico di famiglia e ammiratore della bellezza della signora Giulia. Questa viene descritta sempre come una donna bella e triste, resa infelice, nonostante l'invidiabile posizione sociale, da un matrimonio con un uomo troppo più vecchio di lei, che la trascura a vantaggio del proprio lavoro. 
Le indagini non danno esito immediato, il commissario scopre che la signora, nei suoi viaggi a Milano il giovedì pomeriggio per fare visita alla figlia Emilia in collegio, incontrava un giovane in un appartamento di Milano. Il giovane, rintracciato casualmente a Roma, non nega la relazione, ma afferma di averla troncata da tempo per via di una lettera ricevuta dal marito di lei, che lo minacciava di conseguenze giudiziarie, lettera che l'avvocato nega assolutamente di aver scritto. Le ricerche si interrompono per tre anni fino a che la figlia Emilia si sposa e va a vivere nella villa di famiglia, mandando via il padre che oramai detestava. 
Improvvisamente i due sposi si rendono conto di un misterioso visitatore che vaga, nelle notti di luna piena, nel vasto parco della villa. L'ingegnere (il marito di Emilia) e il commissario Sciancalepre preparano un agguato notturno, ma il visitatore riesce a sfuggire, senza essere riconosciuto, dopo aver cercato di uccidere con una grossa mazza l'ingegnere. Il giorno dopo, nel corso di lavori di scavo nella villa per la costruzione di una rimessa, viene finalmente rinvenuto, insieme a due valigie, il cadavere della signora Giulia. Il marito di lei viene arrestato per omicidio, ma questi nega l'addebito, e dà il via a un'abile difesa fatta di memoriali. Egli indica come assassino il giardiniere Demetrio, e invita il commissario a sorvegliarlo, sicuro di trovare, prima o poi, in suo possesso, il corposo bottino di gioielli sparito insieme alla signora Giulia. Con uno stratagemma il giardiniere viene trovato in possesso dei gioielli, mentre cerca di nasconderli, in un luogo che risulti accusatorio per l'avvocato Esengrini. Anche il giardiniere nega ogni responsabilità nell'omicidio, sostenendo che in realtà l'avvocato, dopo avere ucciso la moglie, avrebbe nascosto i gioielli nel giardino; i gioielli che egli, avendoli ritrovati, ha custodito negli anni.
Le indagini si spostano sulla misteriosa lettera ricevuta dall'amante della signora. La lettera reca la firma dell'avvocato Esengrini ma questi dimostra che ricalca in maniera perfetta quella da lui apposta sotto un documento giudiziario, metodo questo da lui fatto usare al giardiniere (che fungeva anche da factotum) nel caso di documenti di poca importanza. Il giardiniere dal canto suo nega assolutamente l'addebito e così il rimpallo di accuse porta entrambi davanti al giudice che, non potendo stabilire il colpevole, assolve entrambi per insufficienza di prove. Escono dal palazzo di Giustizia seguiti dal commissario e dal giudice che aveva seguito il caso e qui i due presunti colpevoli, prima parlano tra loro fittamente non consentendo al commissario di ascoltare il discorso poi, giunti ad un angolo della strada si volgono le spalle come “due duellanti” e si allontanano ciascuno per la propria strada. Il romanzo quindi non svela alla fine il nome del colpevole.

## L'attribuzione al genere giallo
Il romanzo fu pubblicato per la prima volta negli Oscar Mondadori, cioè in una collana di narrativa prestigiosa, molto diversa da quelle della letteratura di genere all'epoca considerate inferiori. In realtà la scelta non fu dell'autore. Come riferisce Loris Rambelli, infatti, Chiara aveva effettivamente proposto in un primo tempo il romanzo ai gialli Mondadori, ma fu lo stesso direttore della collana, Alberto Tedeschi, a sconsigliarlo da una destinazione che considerava limitativa per il merito del testo. Il romanzo fu quindi proposto alla collana maggiore dove fu letto, fra l'altro, da Oreste del Buono che ne caldeggiò vivamente la pubblicazione, commentando "pubblicazione alla quale sono favorevole, persino indipendentemente dal lancio che questo libro di Chiara avrà dalla televisione" (evidentemente erano già stati presi accordi per la riduzione televisiva). Del Buono tuttavia, da appassionato del genere giallo, esprime anche dubbi sul fatto che il romanzo possa rientrarvi a pieno diritto. Pur ammettendo che la parte processuale è "una meraviglia e una novità per il giallo non solo italiano", esprime disappunto per la mancanza della classica e catartica spiegazione finale, paragona questa soluzione a quella del Pasticciaccio di Carlo Emilio Gadda e si spinge fino ad affermare ironicamente che evidentemente il giallo italiano è "quello senza fine, o meglio con la fine, ma non la spiegazione".

## Differenze dalla versione televisiva
Discostandosi dalla conclusione del romanzo proposto da Chiara, le esigenze televisive imposero di modificare il finale, svelando alla fine il colpevole. In realtà i colpevoli sono entrambi e vengono smascherati dal fatto che entrambi indicano nella mattinata del 26 aprile, ad orari differenti, l'ultima volta che la signora Giulia è stata vista in vita dall'antagonista e che a quelle ore corrisponde il delitto. Tuttavia entrambi vengono sbugiardati perché la descrizione precisa dei vestiario della signora Giulia, fatta da ambedue i sospettati, è fedele al vestiario indossato dalla morta ma non teneva conto che la camicetta era stata acquistata proprio quella mattina dalla signora Giulia in una boutique di Milano (farà fede uno scontrino rinvenuto negli oggetti personali della signora) e che quindi l'omicidio era stato compiuto la sera e non la mattina, una volta che lei era tornata da Milano, in comune accordo tra i due sospettati in modo da potersi accusare a vicenda e creare un castello perfetto di indizi senza alcuna prova certa atta a dimostrare la colpevolezza dell'uno o dell'altro. In realtà quel continuo accusarsi tra loro, con la logicità e la veridicità di informazioni, aveva messo in una posizione di scacco il magistrato che non avrebbe potuto, con assoluta certezza, indicare il colpevole tra l'avvocato ed il suo servitore. La descrizione dei vestiti con lo stesso sbaglio sulla camicetta aveva quindi messo in luce la loro complicità atti a costruirsi un alibi reciproco per il delitto commesso. Uno splendido finale degno del maestro della suspense Alfred Hitchcock.